# Saab 32 Lansen
O Saab 32 Lansen (lança na língua sueca) foi uma aeronave de caça, subsônica, monomotor a jato produzida pela Saab para a Força Aérea da Suécia (Flygvapnet) entre 1955 e 1960. Durante sua longa vida operacional, a aeronave foi empregada em diversas funções como defesa aérea, ataque, reconhecimento e guerra eletrônica.

## Variantes
- 32A Lansen: Variante com motor Rolls-Royce Avon Mk.21 (RM5A)
  - A 32A: Variante de ataque a superfície (terrestre e naval). Armado com quatro canhões Bofors akan m/49, de 20mm; Dois mísseis antinavio Saab Rb.04, bombas de emprego geral e foguetes ar-superfície. 287 unidades construídas de 1955 a 1957, retirados de serviço em 1978.[3][4]
- 32B Lansen: Variante com o motor Rolls-Royce Avon Mk.47 (RM6A)
  - A 32B: Variante de ataque a superfície proposta em 1956 (como variante construída nova) e 1965 (como conversão de aeronaves J 32B). Nenhuma aeronave construída.[5]
  - J 32B: Variante de caça "todo-tempo". Armado com quatro canhões m/55, de 30mm; Mísseis ar-ar Rb.24, foguetes ar-ar e ar-superfície. 120 unidades foram construídas (2 protótipos e 118 de produção) entre 1958 a 1960, retirados de serviço em 1970.[3][4]
  - J 32D: Variante de reboque de alvos, modificadas de unidades do J 32B. Seis unidades convertidas, retirados de serviço em 1997.[3]
  - J 32E: Variante de guerra eletrônica, modificadas de unidades do J 32B. Equipada com sistema de guerra eletrônica G24 para interferir em radares de superfície (terrestre e naval). Também pode ser equipado com casulos de guerra eletrônica Adrian e Petrus, para interferir em radares aéreos. 14 unidades modificadas, retirados de serviço em 1997.[3]
  - J 32S/J16: Variante de remoção de neve do J32B. Em 1969, a F 21 Luleå modificou quatro J 32B para servir como veículos de remoção de neve para o esquadrão. As asas e empenagem eram removidos, uma cabine era instalada no alto da fuselagem e era instalado na exaustão do motor uma "tubeira" que direcionava o fluxo de ar quente para o chão. A variante foi testada em Luleå em 1971, porém, logo após, o projeto foi cancelado, devido ao grande gasto de combustível e problemas na soldagem da "tubeira".[6]
- 32C Lansen: Variante com motor Rolls-Royce Avon Mk.21 (RM5A) e com provisão para câmeras de reconhecimento
  - S 32C: Variante de reconhecimento "todo-tempo". Equipado com um radar de exploração marítima PS-432/A e seis câmeras de reconhecimento (duas Fairchild K-47, uma Williamson F49 Mk 2 e três Vinten F95), além de bombas de iluminação.[7] 45 unidades construídas entre 1958 a 1959, retirados de serviço em 1978.[3]
- 32D Lansen: Variante com o motor Rolls-Royce Avon Mk.60 (RM6C)
  - A 32D: Variante de ataque a superfície "todo-tempo" proposta em 1965 como uma alternativa ao AJ 37 Viggen.[5] O armamento consistiria de quatro canhões m/55, de 30mm; mísseis ar-superfície (como o Saab Rb.05), bombas e foguetes ar-superfície.[5] Nenhuma unidade construída.[5]
- 32U Lansen: Variante com motor Rolls-Royce Avon RA.19R, superfícies de controle mais finas e asas de maior enflechamento (40º).
  - J 32U: Variante de caça "todo-tempo" proposta em 1954 de maior performance que o J 32B. Equipada com um motor de maior performance, desenho de asa mais aerodinâmico e empenagem modificada. Nenhuma unidade construída.[8][9]
- Saab 1160: Variante monoplace (um assento), menor e sem radar do Lansen.[5]
  - J 32AD: Variante de caça diurna proposta em 1953 como uma solução interina entre o J 29 Tunnan e o J 35 Draken. A aeronave não contava com um radar de controle de tiro e era armado com quatro canhões de 20mm e um de 30mm (provavelmente o Hispano-Suiza HSS 825), além de mísseis e bombas. Nenhuma unidade construída.[8]

## Operadores
- Suécia - Força Aérea da Suécia

## Especificações (J 32B)
Dados de: The Great Book of Fighters  e Combat Aircraft since 1945.

### Características Gerais
- Tripulação: 2
- Comprimento: 14.94 m
- Envergadura: 13 m
- Altura: 4.65 m
- Área Alar: 37.4 m²
- Aerofólio: NACA 64A010 [12]
- Peso Vazio: 7.500 kg
- Peso Máximo de Decolagem (MTOW): 13.500 kg
- Motor: 1x Turbojato Svenska Flygmotor RM6A, com 11.000 lbf (47 kN) de empuxo seco e 14.700 lbf (65.3 kN) com pós-combustor.

### Desempenho
- Velocidade Máxima: 1.200 km/h (650 kn)
- Alcance: 2.000 km (1.100 nmi)
- Teto de serviço: 15.000 m (50.000 ft)
- Taxa de subida: 100 m/s (20.000 ft/min)

### Armamento
- Canhão: 4x ADEN m/55, de 30mm. 90 disparos cada
- Foguetes: 4x casulos com foguetes Bofors de 75mm;

- Mísseis Ar-Ar: 4x Rb.24, de curta distância, guiado por infravermelho;

#### Aeronaves de função, configuração ou era comparável
- Dassault Mystère
- Hawker Hunter
- McDonnell F3H Demon